# Parmotrema paramoreliense
Parmotrema paramoreliense är en lavart som beskrevs av W. L. Culb. & C. F. Culb. Parmotrema paramoreliense ingår i släktet Parmotrema och familjen Parmeliaceae.   Inga underarter finns listade i Catalogue of Life.